# 2U (Lied)
2U (englisch etwa „Zu dir“) ist ein Lied des französischen DJs und Produzenten David Guetta in Zusammenarbeit mit dem aus Kanada stammenden Sänger Justin Bieber. Die Veröffentlichung erfolgte am 9. Juni 2017 über sein eigenes Plattenlabel „What A Music“ sowie das Major-Label „Warner Music“.

## Hintergrund

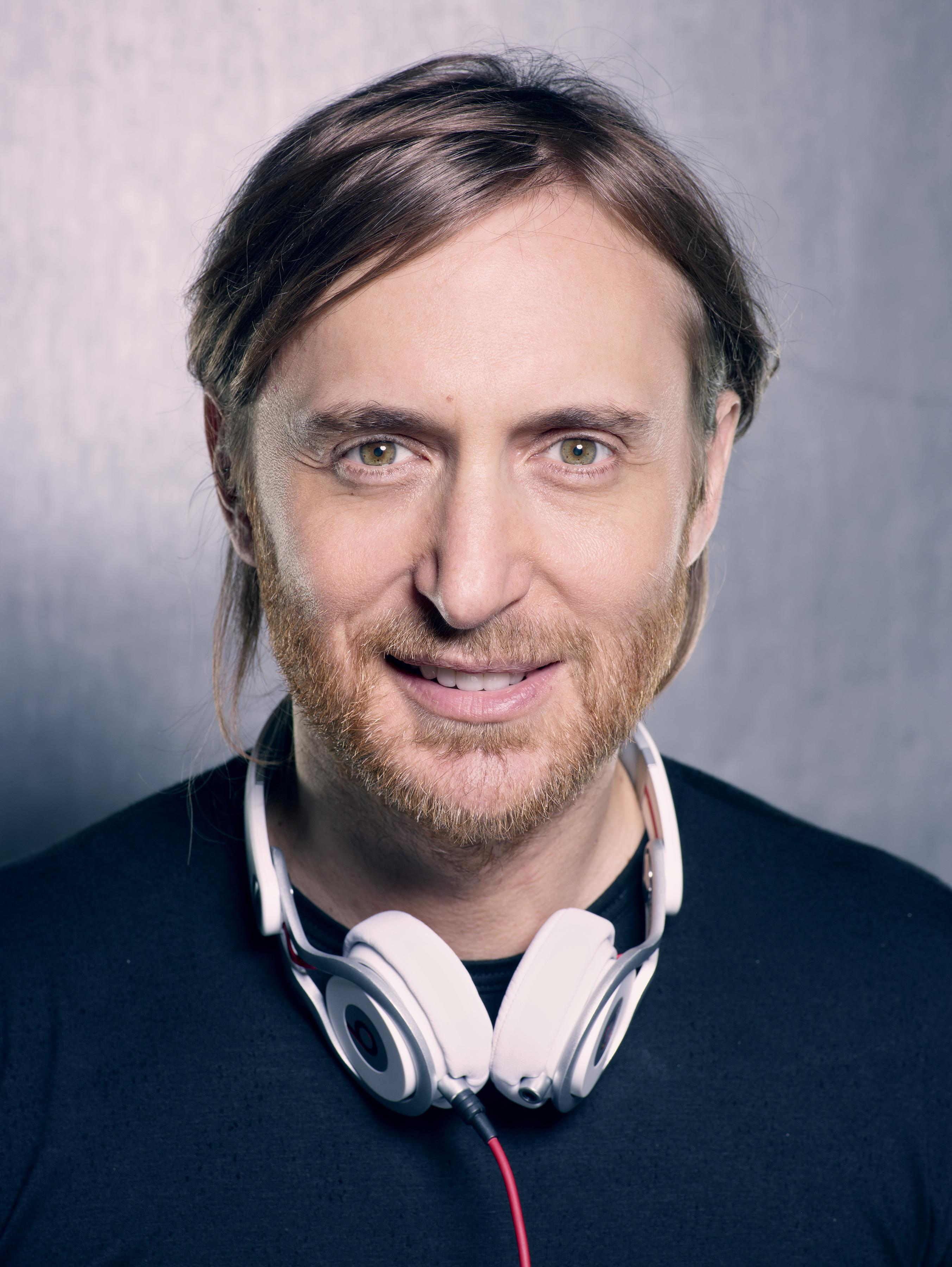
David Guetta

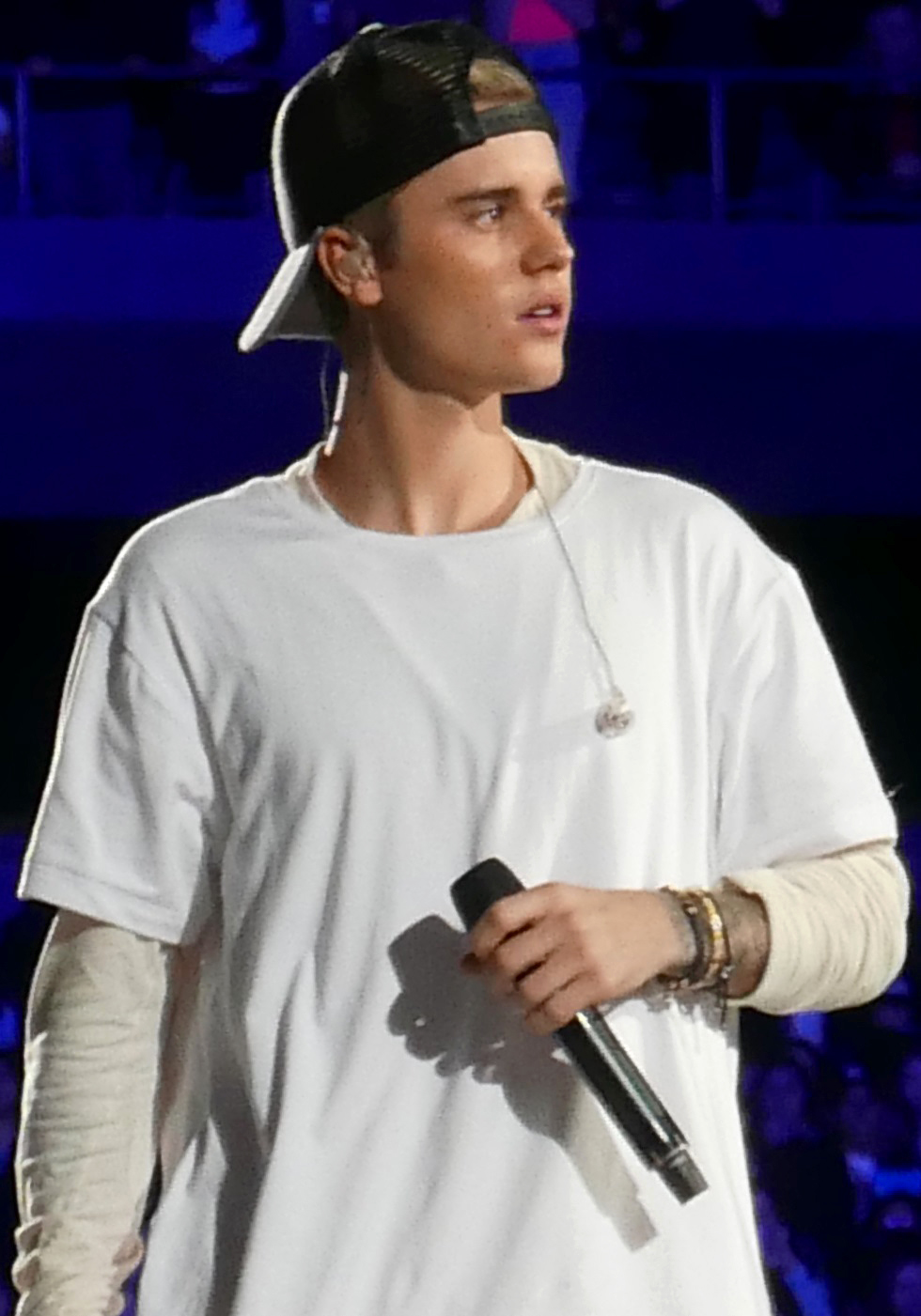
Justin Biebers Remix entwickelte sich zu einem Welterfolg

2U wurde von Jason Boyd, David Guetta, Giorgio Tuinfort und Justin Bieber geschrieben. An der Produktion beteiligten sich neben Guetta und Boyd auch Giorgio Tuinfort sowie der Trap-Produzent Daniel Tuparia alias Cesqeaux. Weitere Rollen spielten Daddy’s Groove beim Mastering, Mixing und Technik, Henry Sarmiento III bei der Technik, Chris „TEK“ O’Ryan und Josh Guswin bei den Aufnahmen sowie The Pianoman und Monsieur Georges bei der Talkbox. Während die Vocal-Aufnahmen in den Conway Recording Studios in Los Angeles stattfanden, wurde die finale Version in den Piano Music Studios in Amsterdam und den Can Rocas Studios auf Ibiza produziert.
In einem Interview mit MTV erzählte er, dass der Kontakt zu Justin Bieber durch einen gemeinsamen Freund Jason Boyd alias Poo Bear entstand. Dieser produzierte bereits nahezu das gesamte Justin-Bieber-Album Purpose. Weiter erklärte Guetta:

„Wir [Poo Bear und ich] arbeiteten bereits seit Jahren zusammen, indem wir viele Songs gemeinsamen schrieben und dann überraschte er mich, indem er Justin eine unserer Demos, ohne mich darüber zu informieren vorspielte. Und dann, eines Tages, sagte er ‘David, lies mal diese Email, ich habe eine Überraschung für dich.’ ‘Ich daraufhin nach dem Motto ‘okayyyy’ und er hatte Justin tatsächlich gefragt, ob er den Song aufnehmen möchte. Es war die großartigste Überraschung überhaupt.’“

Erstmals auf das Lied angespielt wurde von beiden Künstlern auf der Social-Media-Plattform Twitter. Am 5. Juni 2017 postete Bieber dort eine Liste von Namen, die von Guetta geteilt wurde. Am Folgetag gab er dort sowohl Titel, Kollaboration sowie auch Releasedate bekannt. Noch am gleichen Tag wurde der Song von beiden Künstlern bei einem Live-Auftritt premiert, woraufhin mehrere Mitschnitte ins Internet gelangen. Ab dem 7. Juni 2017 wurde 2U zum Vorverkauf angeboten, in dessen Zuge ein Promovideo veröffentlicht wurde, das einige der Victoria’s Secret Angels zeigt, wie sie das Lied Playback singen.
David Guetta erzählte zu der Zusammenarbeit:

„Justin hat eine so einzigartige Stimme und ich habe viel Respekt, sowohl vor seinem Talent, als auch vor seine Entscheidungen. Er nahm einige Risiken auf sich, die ihn sich in letzter Zeit in einer so coolen, erstaunlichen und kreativen Weise neu erfinden ließen. Ich bin sehr stolz, endlich einen Rekord mit ihm teilen zu können. Ich würde '2U' als eine unglaubliche Kombination aus emotionaler Energie und einer riesigen Melodie beschreiben, die mit bissigen Klängen kombiniert wurde.“

Artwork
Am 7. Juni 2017 postete Guetta das Artwork der Single auf Twitter. Dieses zeigt den leicht geöffneten Mund einer Frau. Ein Filter lässt das gesamte Cover in einem blau-/lilafarbenen Ton erscheinen. Die Interpreten stehen unten rechts in der Labeltypischen Schriftart auf einem weißen Hintergrund. Der Liedtitel ist in der oberen rechten Ecke abgebildet.

## Musikalisches und Inhalt
Das Lied basiert auf einem 4/4-Takt und das Tempo liegt bei 145 bpm. Auf einen Auftakt wurde verzichtet, womit das Lied mit der ersten Strophe beginnt. Im Hintergrund wird schnell aus einigen genretypischen Sounds eine Melodie aufgebaut. Dabei kommen Vocal-Cuts und ein rhythmisches Schnipsen zum Einsatz. Zu Beginn des ersten Refrains erfährt das Instrumental einen Break-Down, während bei der ersten Wiederholung erstmals ein Kick erklingt, der immer schneller werdend auf den Drop anspielt. Dieser basiert auf einem typischen Future-Bass-Muster. Nach einem weiteren Durchgang agiert der Refrain ein drittes Mal als Outro.
In dem Lied versucht das lyrische Ich einer anderen Person klarzumachen, wie sehr es an ihr hängt. Dies tut es durch eine Akkumulation von Dingen, die es auf sich nehmen würde, um ihr seine Liebe unter Beweis stellen zu können. Im Refrain thematisiert es die Beziehung, die zwischen ihnen herrscht. Guetta beschrieb das Lied als ein romantisches.
| „When it comes to you There’s no crime Let’s take both of our souls And intertwine When it comes to you Don’t be blind Watch me speak from my heart When it comes to you, comes to you“ – Refrain, Originalauszug | „Wenn es um dich geht Gibt es kein Verbrechen, lass uns unsere beiden Seelen nehmen und sie verbinden Wenn es um dich geht, sei nicht blind Sieh, wie ich aus meinem Herzen spreche, wenn es um dich geht Um dich geht“ – Refrain, Übersetzung |

## Musikvideo
Ein Tag vor Veröffentlichung wurde ein Musikvideo, das in Zusammenarbeit mit der Modemarke Victoria’s Secret entstand veröffentlicht. Regie führte dabei Jerome Duran. Ed Razek produzierte es. In dem Video sind die vier Models Elsa Hosk, Jasmine Tookes, Romee Strijd, Stella Maxwell, Martha Hunt und Sara Sampaio zu sehen. Diese posen an unterschiedlichen Orten und bewegen sich und ihre Lippen zur Musik. Noch am Tag der Veröffentlichung knackte das Musikvideo die Eine-Million-Views-Grenze. Am . September 2017 erschien ein zweites, offizielles Musikvideo. Bei diesem führte Brewer Regie. Es zeigt einen Mann, der sich in einer Zeitschleife festhängt. Immerzu wird er von seiner Freundin verlassen, bis er die Zeitschleife überwindet und sie sich versöhnen.

## Titelliste
- Download[10]

1. 2U – 3:15

- Download – Robin Schulz Remix[11]

1. 2U (Robin Schulz Remix) – 5:21

- Download – GlowInTheDark Remix[12]

1. 2U (GlowInTheDark Remix) – 3:30

- Download – MORTEN Remix[13]

1. 2U (MORTEN Remix) – 3:49

- Download – Afrojack Remix[14]

1. 2U (Afrojack Remix) – 4:24

- Download – R3hab Remix[15]

1. 2U (R3hab Remix) – 2:36

- Download – FRNDS Remix[16]

1. 2U (FRNDS Remix) – 3:09

## Kritik
2U erhielt überwiegend positive Kritiken. Das Gesamtwerk wurde sowohl von Fans, als auch von Kritikern gelobt. Dabei rückte insbesondere die sommerliche Stimmung und die Modernität des Liedes in den Fokus. In diesen Kontext wird die Harmonie zwischen Tropical-House und Future-Bass genannt. Timo Büschleb vom Online-Magazin „Dance-Charts“ sprach sich positiv gegenüber dem Lied aus:

„David Guetta und Justin Bieber haben mit ‚2U‘ einen vielversprechenden Sommer-Track geschraubt, der mit Tropical-House-Einflüssen überzeugen kann. Biebers Stimmfarbe passt perfekt zur Atmosphäre, die das Lied übermittelt. Wir können uns darauf verlassen, dass und der Song diesen Sommer, egal ob im Radio, im Club oder an der Strandbar, noch oft begegnen wird.“

## Kommerzieller Erfolg
2U sorgte schnell für Aufmerksamkeit. So erhielt es starken Support und stand bereits nach wenigen Stunden auf Platz eins mehrerer Online-Musikdienste. Dies war in mehreren Ländern, darunter Deutschland, Österreich, der Schweiz, Großbritannien sowie den USA der Fall. Im Musikportal iTunes stand das Lied nach knapp 12 Stunden in 48 Ländern an der Spitze. In Deutschland stieg 2U auf Platz drei ein, womit sich Guetta zum neunten und Bieber zum sechsten Mal in den obersten drei Rängen platzieren konnte.

### Chartplatzierungen
| ChartsChartplatzierungen       | Höchstplatzierung | Wochen |
| ------------------------------ | ----------------- | ------ |
| Deutschland (GfK)              | 3 (19 Wo.)        | 19     |
| Frankreich (SNEP)              | 10 (30 Wo.)       | 30     |
| Kanada (MC)                    | 2 (11 Wo.)        | 11     |
| Österreich (Ö3)                | 2 (19 Wo.)        | 19     |
| Schweiz (IFPI)                 | 2 (23 Wo.)        | 23     |
| Vereinigte Staaten (Billboard) | 16 (11 Wo.)       | 11     |
| Vereinigtes Königreich (OCC)   | 5 (16 Wo.)        | 16     |

| ChartsJahrescharts (2017)    | Platzierung |
| ---------------------------- | ----------- |
| Deutschland (GfK)            | 46          |
| Frankreich (SNEP)            | 65          |
| Österreich (Ö3)              | 36          |
| Schweiz (IFPI)               | 51          |
| Vereinigtes Königreich (OCC) | 64          |

### Auszeichnungen für Musikverkäufe
| Land/Region                  | Auszeichnungen für Musikverkäufe (Land/Region, Auszeichnung, Verkäufe) | Verkäufe  |
| ---------------------------- | ---------------------------------------------------------------------- | --------- |
| Australien (ARIA)            | 3× Platin                                                              | 210.000   |
| Belgien (BRMA)               | Platin                                                                 | 30.000    |
| Dänemark (IFPI)              | Platin                                                                 | 90.000    |
| Deutschland (BVMI)           | Platin                                                                 | 400.000   |
| Frankreich (SNEP)            | Diamant                                                                | 333.333   |
| Italien (FIMI)               | 2× Platin                                                              | 100.000   |
| Kanada (MC)                  | 2× Platin                                                              | 160.000   |
| Neuseeland (RMNZ)            | 2× Platin                                                              | 60.000    |
| Norwegen (IFPI)              | 3× Platin                                                              | 180.000   |
| Österreich (IFPI)            | Gold                                                                   | 15.000    |
| Polen (ZPAV)                 | 2× Platin                                                              | 100.000   |
| Portugal (AFP)               | Platin                                                                 | 10.000    |
| Schweiz (IFPI)               | Platin                                                                 | 20.000    |
| Spanien (Promusicae)         | Platin                                                                 | 40.000    |
| Vereinigte Staaten (RIAA)    | Platin                                                                 | 1.000.000 |
| Vereinigtes Königreich (BPI) | Platin                                                                 | 600.000   |
| Insgesamt                    | 1× Gold · 22× Platin · 1× Diamant ·                                    | 3.347.333 |

Hauptartikel: David Guetta/Auszeichnungen für Musikverkäufe